# Fabchannel
Fabchannel was een Nederlandse stichting en website, die van 2000 tot 2008 streams van concerten uitzond.

## Geschiedenis
Fabchannel werd in 2000 opgericht als stichting in samenwerking met onder meer XS4all en NOB. Directeur en woordvoerder van de stichting werd Justin Kniest. De doelstelling van de stichting was om artiesten die niet de nodige aandacht van de media kregen, toch onder de aandacht te brengen.
Het idee achter de website was dat Fabchannel concerten van minder bekende bands kosteloos zou aanbieden op hun website en de platenmaatschappijen de beelden kosteloos zouden vrijgeven, om zo te komen tot promotie van de artiesten. De stichting droeg vervolgens geld af aan de Buma/Stemra om de artiesten schadeloos te stellen. De stichting zou draaien op de reclame-inkomsten van de website.
De stichting begon haar uitzendingen kleinschalig vanuit een ruimte boven Paradiso, vanwaar concerten vanuit Paradiso uitzonden. Vanaf 2004 worden de zaken professioneler aangepakt. Er werd een vierjarige subsidie van het Ministerie van OCW binnengehaald en Paradiso en NEP The Netherlands investeerden 300 duizend euro in een nieuwe montagestudio. In 2005 sloot ook de Melkweg, dat zelf een studio had laten bouwen, zich aan bij het project.
Ondanks deze investeringen en uitbreiding lukte het Fabchannel, maar moeilijk om contracten af te sluiten met platenmaatschappijen, die weinig zagen in een samenwerking met gesloten beurzen. Uiteindelijk lukte het Fabchannel enkel om Epitaph Records, Excelsior Recordings en V2 Records aan zich te binden. Voor de overige artiesten moest per concert onderhandeld worden. Wel worden er nieuwe kanalen opgezet voor The Roxy in Los Angeles en de Bikini in Barcelona. Hierna begon Fabchannel zich op te maken voor een bestaan op eigen benen. In 2007 nam de Gemeente Amsterdam, als steun en waardering voor de website, een belang van 25 procent in het bedrijf.
In 2008 ging het echter toch mis. Platenmaatschappijen weigerden steeds vaker beelden af te staan van hun artiesten, terwijl reclame-inkomsten terugliepen. Ook lukt het de site niet goed voet aan de grond te krijgen in het buitenland, wat voor de kostenspreiding van groot belang was. Op 6 maart 2009 maakte directeur Justin Kniest bekend de website per 13 maart te sluiten. Alle content werd ook per direct van de pagina verwijderd, om zo de kosten voor auteursrechten te stoppen.
Vanaf september 2024 worden op het YouTube-kanaal Fabchannel Concert Archive de duizenden concertvideo's uit het archief stap voor stap online gezet. 

## Content en populariteit
Fabchannel bood registraties aan van concerten, festivals, debatten en lezingen. Via streams konden mensen thuis via internet live meekijken bij concerten, die op dat moment bezig waren, alsmede oude concerten terug kijken. Met meer dan 1000 registraties van diverse optredens had Fabchannel een van de grootste video-on-demand-archieven ter wereld opgebouwd.
De website genoot binnen Nederland een aanzienlijke populariteit en trok dagelijks tot zo'n 15 duizend bezoekers. De drukst bezochte uitzending was de persconferentie over Pinkpop 2009, die 26 duizend livekijkers trok.

## Prijzen
- 2003 SpinAward: Winner Best Dutch Website Concept of 2003
- 2005 EuroPrix.nl: Overall Winner Best Dutch E-Content Production 2005
- 2005 Prix Europa: Winner Best European Website 2005[3]
- 2006 Webby Awards: Winner Best Music Website of the world 2006[6]
- 2007 Musikexpress Style Award: Winner Best Media 2007
- 2007 W3 Silver Award : Winner 2007
- 2008 De Heijpaal voor beste entertainmentsite